# Nová Ves (Důl)
Nová Ves (německy Neudorf) je malá vesnice, část obce Důl v okrese Pelhřimov. Nachází se asi 1,5 km na severovýchod od Dolu. V roce 2009 zde bylo evidováno 22 adres. V roce 2001 zde trvale žilo 20 obyvatel. Severním okrajem osady protéká Kejtovský potok, který je pravostranným přítokem řeky Trnavy.
Nová Ves leží v katastrálním území Důl o výměře 2,33 km².

## Historie
První písemná zmínka o vsi pochází z roku 1842.

## Pamětihodnosti
- Železniční most

## Galerie

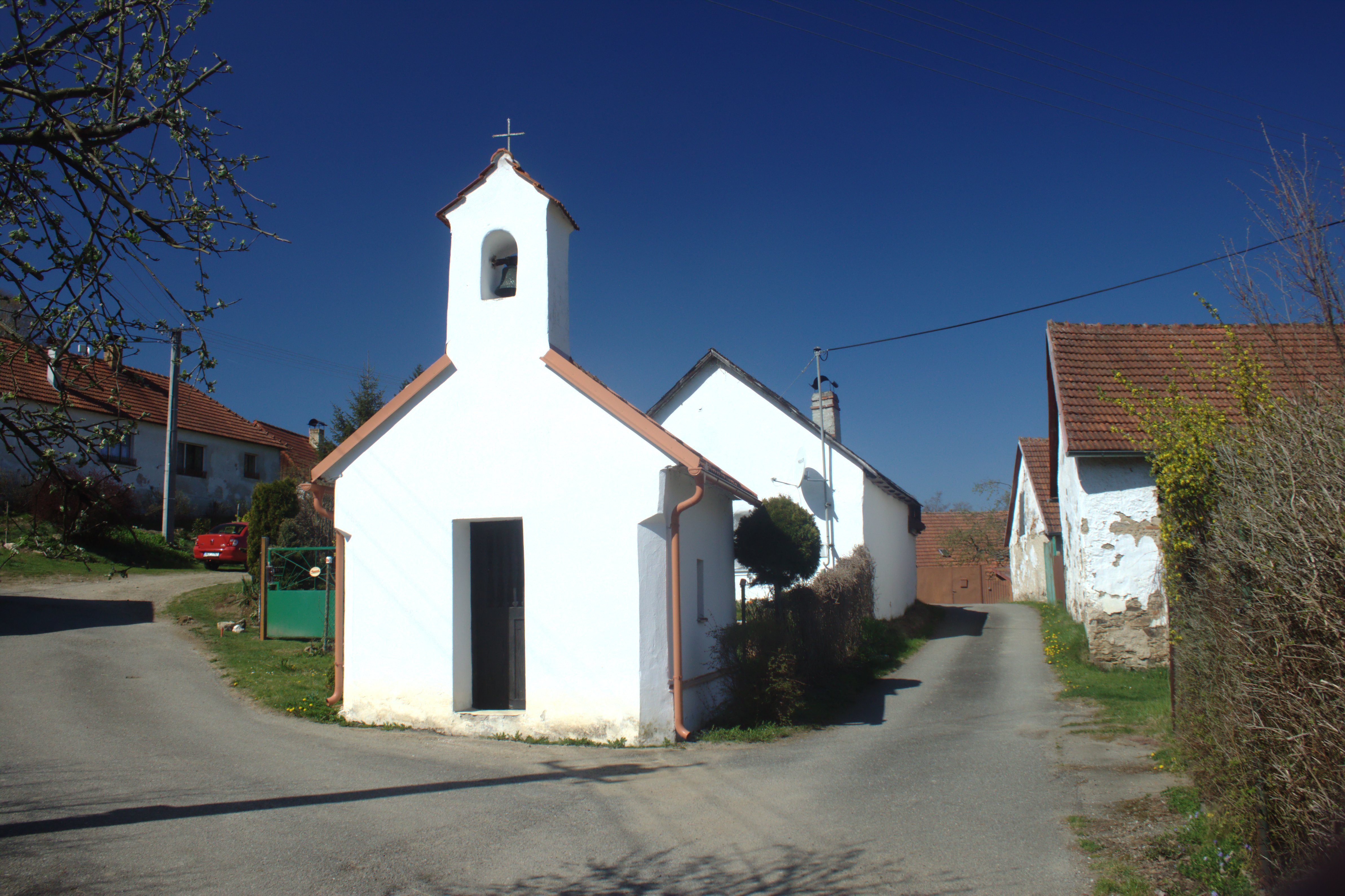
Kaplička
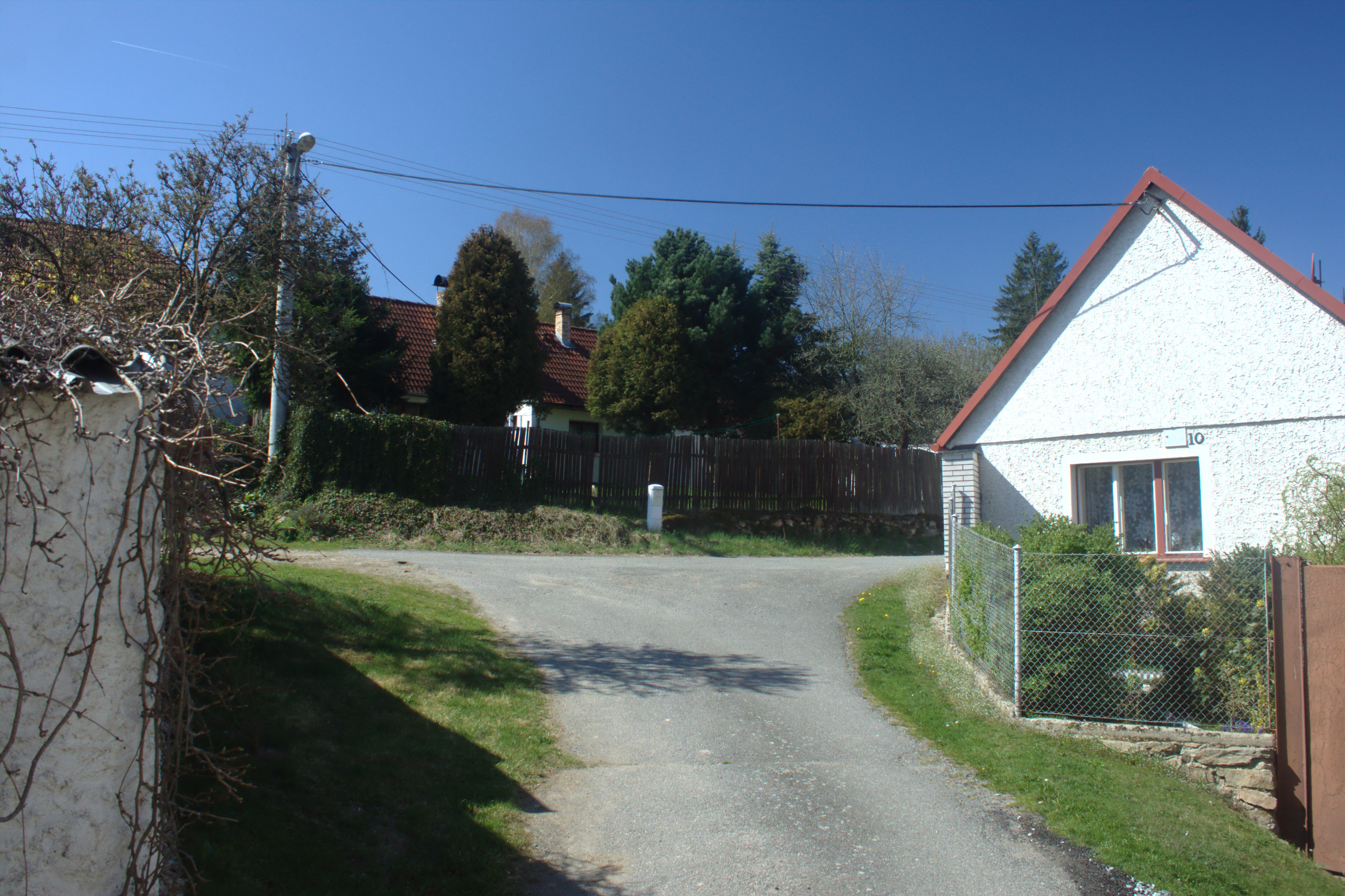
Cesta